# Rudnyánszky család
A dezséri nemes és báró Rudnyánszky család egy ősrégi eredetű, magyar család.

## Története
Több más családdal együtt (például a Bossányi és a Rudnay család) a Rudnyánszkyak is a Divék nemzetségből származnak, eredetileg Nyitra vármegye területén éltek. Nemzetségi eredetét egy 1348-as keltezésű, hiteles oklevél igazolja. Később már Bars, Trencsén, Bihar és Pest vármegyében is rendelkeztek birtokokkal. A meglehetősen népes és szerteágazó családból vármegyei és országos tisztviselők is kikerültek. A családi vagyonnak József volt a megalapozója neje, báró Száraz Júlia révén. A Száraz-örökséggel együtt került a nagytétényi kastély is a család birtokába. Ugyanezen József kapott bárói címet 1773-ban. A család egyik nevezetes tagja József, aki a felvidéken működött püspökként, és részt vett az 1848-49-es eseményekben, majd börtönbe is került tetteiért. Onnan kiszabadulva már nem foglalhatta vissza püspöki székét.

## A család jelentősebb tagjai

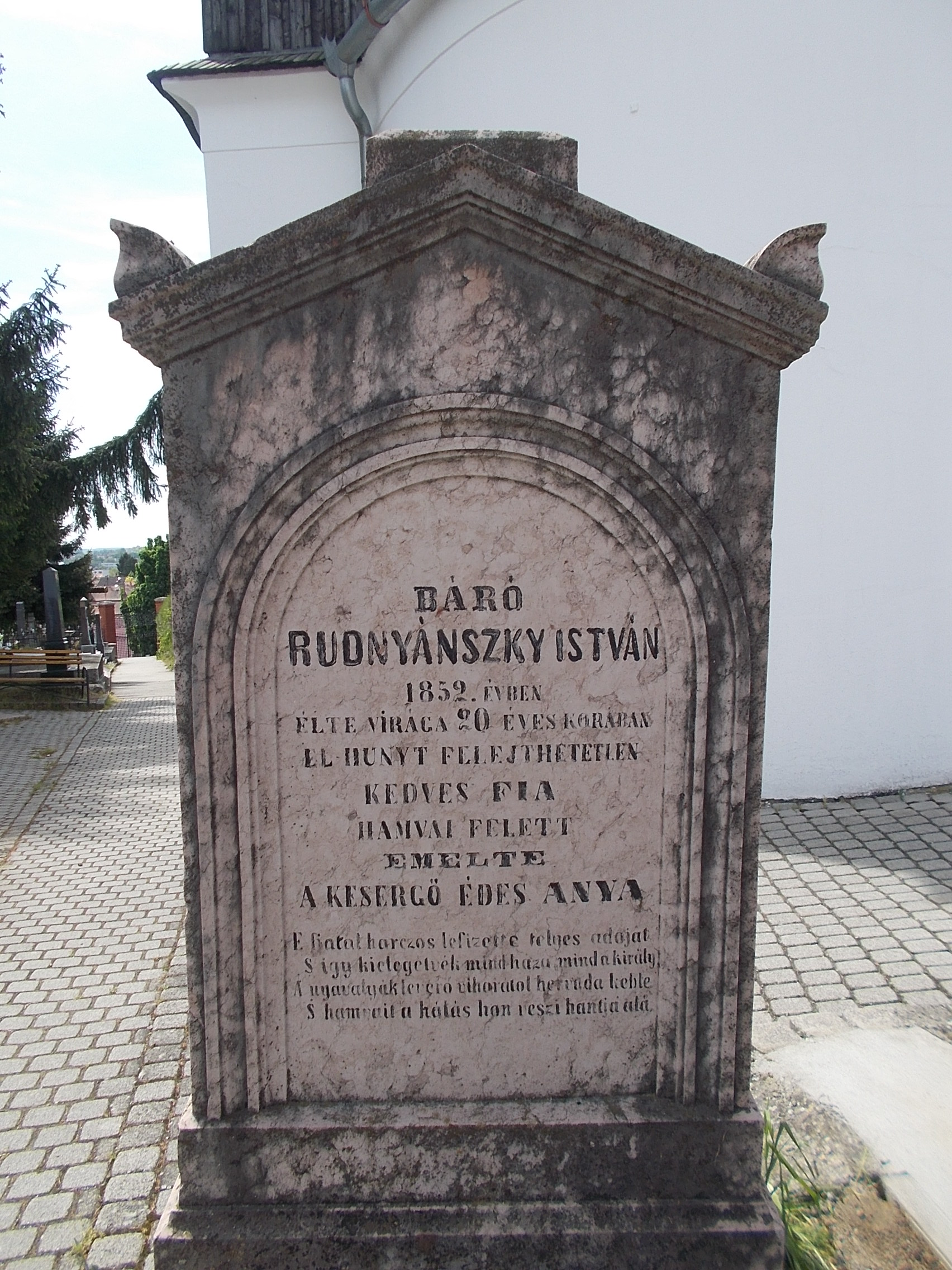
b. R. István sírköve Pakson
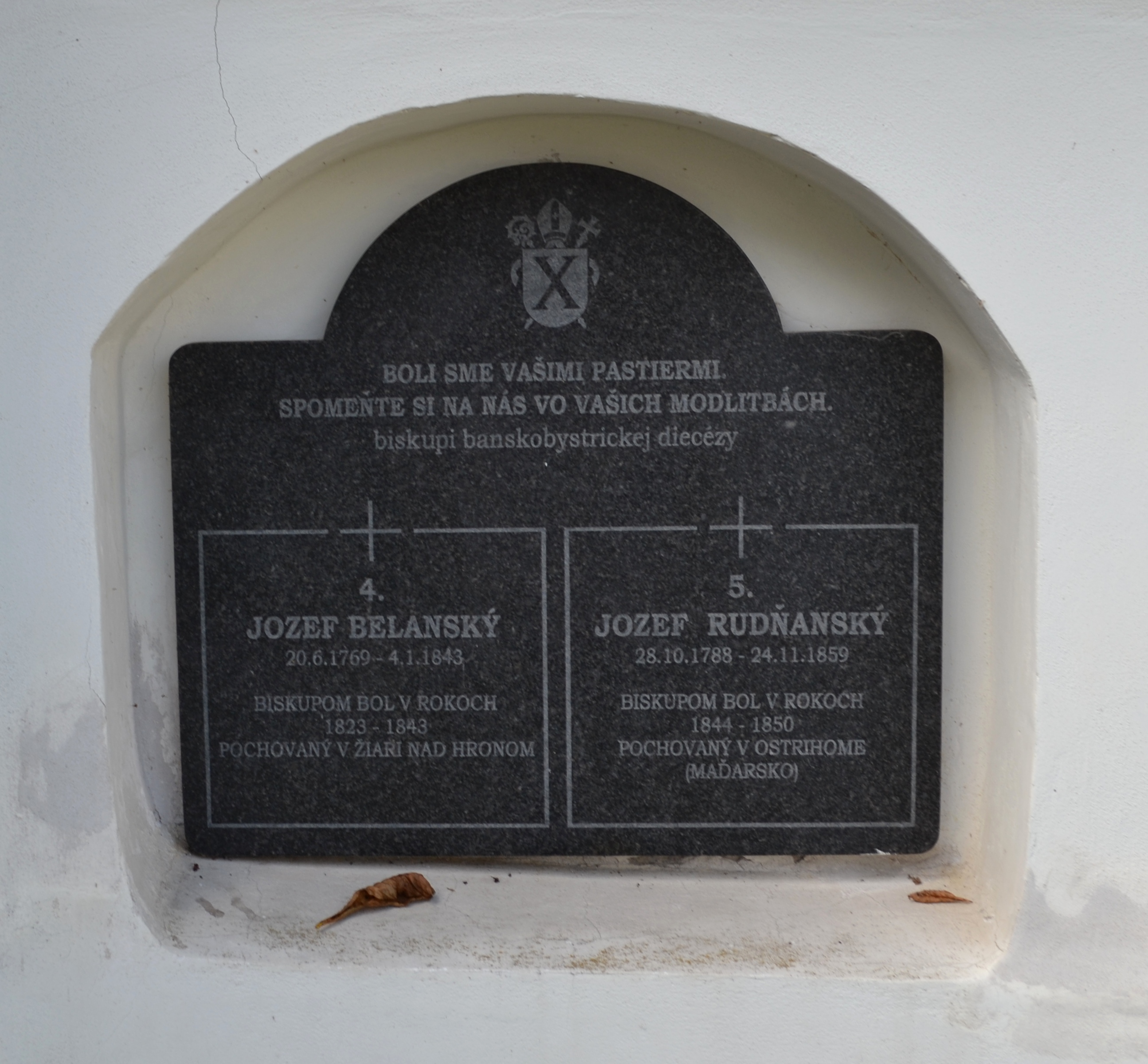
Emléktábla József püspökre

- Rudnyánszky Gyula (1858. – 1913.) költő, hírlapíró
- Rudnyánszky József (1703. – 1788.) aranysarkantyús vitéz, a hétszemélyes királyi tábla bírája
- Rudnyánszky József (1788. – 1859.) besztercebányai megyés püspök
- Rudnyánszky József (1855. – 1933.) politikus, a főrendiház háznagya
- Rudnyánszky Sándor (1790. – 1853.) Békés vármegye főjegyzője, Vas- és Csongrád vármegye táblabírája